# Friends Good Will
Le Friends Good Will est une reproduction américaine de l'historique Friends Good Will (1811-1813), un sloop marchand à hunier carré qui a été participé aux événements de la Guerre anglo-américaine de 1812. Les Britanniques l'ont capturé dans une ruse de guerre peu de temps après la prise du Fort Mackinac et l'ont rebaptisé HMS Little Belt. En service britannique, il était armé d'un canon à pivot de 9 livres et de deux canons de 6 livres. Les Américains la reprirent lors de la bataille du lac Érié. Il sert ensuite dans l'US Navy avant que les Britanniques ne le détruisent fin décembre 1813.

## Historique
Le navire actuel a été construit en 2004, à Scarano Boat Building, Inc.  à Albany, État de New York, et a été transporté par des bénévoles à travers les lacs Ontario, Érié, Huron et Michigan jusqu'au Michigan Maritime Museum, à South Haven, où il évoque l'histoire de la région à la vie à travers des visites éducatives, des sorties à la voile et des sorties scolaires. On peut également le trouver en visite dans les ports des Grands Lacs pour des festivals maritimes et des courses de la Tall Ships America (en).
Pendant les hivers du Michigan, Friends Good Will reste au Michigan Maritime Museum. Ses lignes, ses espars et ses voiles sont retirés chaque octobre pendant le processus de descente de gréement et inspectés, réparés et/ou remplacés pendant l'entretien hivernal continu par les bénévoles de la compagnie du navire. Au mois d'avril suivant, l'équipage du navire retire la couverture du navire et procède à son hissage pendant deux week-ends.

## Galerie
|                          |
| Michigan Maritime Museum |

|                   |
| Friends Good Will |

|        |
| Mâture |